# フォーク・ソング〜歌姫抒情歌
『フォーク・ソング〜歌姫抒情歌』（フォーク・ソング うたひめじょじょうか）は、日本の歌手中森明菜のカバー・アルバム。このアルバムは2008年12月24日にユニバーサルシグマよりリリースされた（CD: UMCK-1291・UMCK-9257・UMCK-9258・UMCK-9259、CD+DVD: UMCK-9256、デジタル・ダウンロード）。

## 背景
『フォーク・ソング〜歌姫抒情歌』は、カバー・アルバム歌姫シリーズ、『艶華 -Enka-』に続く新企画で、本作ではサウンド・プロデューサーに鳥山雄司を迎え、1970年代のフォークソングをカバーした。このアルバムは、2008年12月24日に、通常盤 (CD: UMCK-1291)と初回限定盤A (CD+DVD: UMCK-9256)と初回限定盤B (CD: UMCK-9257)と初回限定盤C (CD: UMCK-9258)と初回限定盤D (CD: UMCK-9259)とデジタル・ダウンロードの合計6種類で同時発売された。各5種類のCDジャケットの内容は異なっており、うち4種類（初回限定盤A〜D）のジャケットにはアンディ・ウォーホルの手法を採用した。アメリカン・カルチャーに大いに関心を寄せていた中森は、アンディの作品に影響を受けており、中でも「マリリン・モンロー」はお気に入りの作品で、自身の作品にアンディの手法を取り入れたいという希望のもと実現された。この4種のジャケット・イメージは「THE ANDY WARHOL FOUNDATION FOR THE VISUAL ARTS, INC.」に申請し許可を得ている。本作のレコーディングは、ウエストサイド、オンエア麻布スタジオ、ZAK STUDIO、一口坂スタジオ、ハートビート レコーディングスタジオで行われ、初回限定盤AのDVDにはレコーディング映像が収録された。本作は200曲ほどの中から選曲されており、「レコーディング時には、歌詞の世界に入ってしまい、涙が溢れてくる場面が何度もありました★なので、できるだけ淡々と歌いました」と中森は語っている。
2009年7月には、カバー・アルバムフォーク・ソングシリーズの第2弾『フォーク・ソング2 〜歌姫哀翔歌』をリリースした。2009年8月からは、『フォーク・ソング〜歌姫抒情歌』と『フォーク・ソング2 〜歌姫哀翔歌』を引っ提げたスペシャル・ライブAKINA NAKAMORI Special Live 2009 “Empress at Yokohama”が開催された。音楽番組では、2009年8月19日放送のNHKの音楽番組『SONGS』で、本作でカバーした「恋」を披露した。

## 批評
『CDジャーナル』は本作の歌唱について「どことなく暗淡とした70年代の空気と、呟くように感情を搾り出す歌唱が余りにハマっている」と批評。『47NEWS』の菊地利彦は「何より注目したいのが、人間味あふれる歌声。中森といえば、ビブラート全開の全盛期を浮かべがちですが、ドスが効いたドライな歌声や、ファルセットを生かした母性的な歌声など、年齢を重ねるごとに変化していった、今現在の歌声を存分に満喫できる仕上がりになっています」と批評。『SPA!』の石井恒は「本来青い曲たちを年齢と遍歴で漬け込んだ味わい深さは、誰より豊沃な歌手人生を歩んでることの証明だわ」と批評した。

## チャート成績
『フォーク・ソング〜歌姫抒情歌』は、オリコン週間アルバムチャートの2009年1月12日付で初登場し、最高順位30位を記録した。同チャートには、計7週に渡ったランクインしている。

## 収録曲
| #         | タイトル                                               | 作詞       | 作曲       | 編曲       | 時間  |
| --------- | ------------------------------------------------------ | ---------- | ---------- | ---------- | ----- |
| 1.        | 「わたしは泣いています」(りりィのカバー曲)             | りりィ     | りりィ     | 古池孝浩   | 3:40  |
| 2.        | 「『いちご白書』をもう一度」(バンバンのカバー曲)       | 荒井由実   | 荒井由実   | 山田正人   | 4:13  |
| 3.        | 「雨の物語」(イルカのカバー曲)                         | 伊勢正三   | 伊勢正三   | 古池孝浩   | 3:18  |
| 4.        | 「さよならをするために」(ビリー・バンバンのカバー曲)   | 石坂浩二   | 坂田晃一   | 山田正人   | 3:15  |
| 5.        | 「想い出まくら」(小坂恭子のカバー曲)                   | 小坂恭子   | 小坂恭子   | 市川淳     | 3:23  |
| 6.        | 「22才の別れ」(風のカバー曲)                           | 伊勢正三   | 伊勢正三   | 清水俊也   | 3:25  |
| 7.        | 「冬が来る前に」(紙ふうせんのカバー曲)                 | 後藤悦治郎 | 浦野直     | 市川淳     | 3:40  |
| 8.        | 「無縁坂」(グレープのカバー曲)                         | さだまさし | さだまさし | 古池孝浩   | 4:29  |
| 9.        | 「時には母のない子のように」(カルメン・マキのカバー曲) | 寺山修司   | 田中未知   | 山田正人   | 3:27  |
| 10.       | 「わかって下さい」(因幡晃のカバー曲)                   | 因幡晃     | 因幡晃     | 酒井ミキオ | 5:12  |
| 11.       | 「恋」(松山千春のカバー曲)                             | 松山千春   | 松山千春   | 鳥山雄司   | 4:22  |
| 合計時間: | 合計時間:                                              | 合計時間:  | 合計時間:  | 合計時間:  | 42:24 |

| #  | タイトル                   | 作詞 | 作曲・編曲 |
| -- | -------------------------- | ---- | ---------- |
| 1. | 「レコーディング映像収録」 |      |            |

## クレジット
『フォーク・ソング〜歌姫抒情歌』のライナー・ノーツより
ミュージシャン
| - 古池孝浩：A.ギター (M-1、3、8)、G.ギター (M-1)、プログラミング (M-1、3、8)、ローズ (M-3)、マンドリン (M-4) - スティング宮本：W.ベース (M-1、5、7)、E.ベース (M-3) - Yuki Kume：ローズ (M-1)、ピアノ (M-8) - Masato Yamada：プログラミング (M-2、4、9)、E.ベース (M-4) - Yugo Maeda：プログラミング (M-2、4、9) - 日高恵一：G.ギター (M-2、9)、A.ギター (M-4) - クラッシャー木村ストリングス：ストリングス (M-2-5、7-8、10) - 市川淳：プログラミング (M-5、7) - 古川昌義：A.ギター (M-5、7) | - Keiji Matsumoto：ピアノ (M-5、7) - 清水俊也：キーボード & プログラミング (M-6) - 種子田健：E.ベース (M-6) - 小倉博和：A.ギター (M-6) - Tomoyuki Maeda：E.ギター (M-6) - クラッシャー木村：ヴァイオリン (M-9) - 酒井ミキオ：プログラミング & ギター (M-10) - 鳥山雄司：プログラミング & A.ギター (M-11) - 大先生室屋ストリングス：ストリングス (M-11) |

スタッフ
| - レコーディング & ミキシング・エンジニア：安達義規 (MIXER'S LAB)〜All Tracks - レコーディング・エンジニア：MICHIO NAKAKOSHI（only「恋」programming） - アシスタント・エンジニア：小坂康太郎 (MIXER'S LAB)、石光孝 (MIXER'S LAB)、YUTA YONEYAMA（オンエア麻布スタジオ）、YASUHIRO NAKASHIMA (ZAK STUDIO)、HIROMI FUJIKURA（一口坂スタジオ）、NAOYA TOKUNOU（ハートビート レコーディングスタジオ） - レコーディング & ミキシング・スタジオ：ウエストサイド - レコーディング・スタジオ：オンエア麻布スタジオ、ZAK STUDIO、一口坂スタジオ、ハートビート レコーディングスタジオ - レコーディング・コーディネーション：Halftone Music & Systems - マスタリング・スタジオ：Warner Mastering Studio | - マスタリング・エンジニア：松永健司 (MIXER'S LAB) - フォト：RYO KANZAKI - Faithway：YUMIKO KAWABATA - アートワーク・コーディネーション：宮本仁美 (UNIVERSAL MUSIC K.K.) - A&R：森淳一（ユニバーサルシグマ） - Head of Marketing & Product Management Division：大原浩（ユニバーサルシグマ） - Head of Media Promotion：TOSHIO KANEHAKO、DAISUKE FUJIKAWA and CHIE ITOH（ユニバーサルシグマ） - スーパーヴァイザーズ：佐々友成、川原伸司 - エグゼクティヴ・プロデューサーズ：寺林晁 (UNIVERSAL MUSIC K.K.)、藤倉尚（ユニバーサルシグマ） - エグゼクティヴ・プロデューサー & ディレクター：門村崇志 |

## リリース履歴
| 発売日         | レーベル                 | 規格   | 品番      | 備考                         |
| -------------- | ------------------------ | ------ | --------- | ---------------------------- |
| 2008年12月24日 | ユニバーサルシグマ       | CD     | UMCK-1291 | 通常盤                       |
| 2008年12月24日 | ユニバーサルシグマ       | CD+DVD | UMCK-9256 | 初回限定盤A、ジャケット絵柄A |
| 2008年12月24日 | ユニバーサルシグマ       | CD     | UMCK-9257 | 初回限定盤B、ジャケット絵柄B |
| 2008年12月24日 | ユニバーサルシグマ       | CD     | UMCK-9258 | 初回限定盤C、ジャケット絵柄C |
| 2008年12月24日 | ユニバーサルシグマ       | CD     | UMCK-9259 | 初回限定盤D、ジャケット絵柄D |
| 2017年5月3日   | ユニバーサルシグマ       | UHQCD  | UPCH-7280 | 限定盤                       |
| 2023年6月28日  | ユニバーサルシグマ       | CD     | UPCY-7869 | スペシャルプライス再発盤     |
| 2024年1月24日  | ユニバーサルミュージック | LP     | UPJY-9373 | 初アナログLP化、限定盤       |

## 参照
1. 1 2 3  『フォーク・ソング〜歌姫抒情歌』（12cmCD, 12cmCD+DVD, 12cmCD, 12cmCD, 12cmCD）中森明菜、ユニバーサルシグマ、2008年12月24日。UMCK-1291、UMCK-9256、UMCK-9257、UMCK-9258、UMCK-9259。
2. ↑  “楽天ブックス: フォーク・ソング 〜歌姫 抒情歌〜（初回生産限定A CD+DVD） - 中森明菜 : CD”.  楽天. 2011年5月28日閲覧。
3. 1 2 3  “中森明菜、『フォーク・ソング〜歌姫抒情歌』を12月24日にリリース。70年代フォークをカヴァー - OOPS!”.   スプー. 2012年7月4日時点のオリジナルよりアーカイブ。2011年7月29日閲覧。
4. 1 2 3  “フォーク・ソング〜歌姫抒情歌 中森明菜のプロフィールならオリコン芸能人事典-ORICON STYLE”.  オリコン. 2012年4月15日閲覧。
5. 1 2 3  “中森明菜 UNIVERSAL MUSIC OFFICIAL WEBSITE”.  ユニバーサルミュージック合同会社. 2009年1月15日時点のオリジナルよりアーカイブ。2011年5月28日閲覧。
6. ↑  “iTunes - ミュージック - 中森明菜「フォーク・ソング 〜歌姫 抒情歌〜」”.  Apple. 2012年7月7日閲覧。
7. ↑  “音楽ダウンロード・音楽配信サイト　mora 〜“WALKMAN”公式ミュージックストア〜”. フォーク・ソング 〜歌姫 抒情歌〜.  レーベルゲート. 2012年10月25日閲覧。
8. ↑  “中森明菜 - フォーク・ソング 〜歌姫　抒情歌[初回限定盤A][+DVD] - UNIVERSAL MUSIC JAPAN”.   ユニバーサルミュージック合同会社. 2012年7月7日閲覧。
9. ↑  ASIN B001KZ5DYW, フォーク・ソング 〜歌姫抒情歌 (初回盤A)(DVD付) [CD+DVD, Limited Edition] (2008年12月24日) 2011年5月28日閲覧。
10. ↑  “芸能ジャーナリスト・渡邉裕二のギョウカイヘッドロック » Blog Archive » 歌詞の世界に入ってしまい、涙が溢れてくる場面が何度もあった… 。“泣ける歌”叙情歌フォークの名曲を中森明菜が歌う!!”. 芸能ジャーナリスト・渡邉裕二のギョウカイヘッドロック.   渡邉裕二 (2008年12月19日). 2011年5月28日閲覧。
11. ↑  “中森明菜 / フォーク・ソング2〜歌姫哀翔歌 [CD] [アルバム] - CDJournal.com”.   音楽出版社. 2012年7月7日閲覧。
12. ↑  “中森明菜3年ぶりのライブ決定。8日間で12公演 | 日テレNEWS24”.  日本テレビ放送網 (2009年6月9日). 2012年7月4日時点のオリジナルよりアーカイブ。2012年7月7日閲覧。
13. ↑  “SONGS｜これまでの放送｜第103回 中森明菜 Part2”.  NHK. 2011年5月28日閲覧。
14. ↑  “中森明菜 / フォーク・ソング〜歌姫抒情歌 [CD] [アルバム] - CDJournal.com”.   音楽出版社. 2011年5月28日閲覧。
15. ↑  “年齢を重ねた歌声を満喫 中森明菜 「フォーク・ソング〜歌姫抒情歌」 - エンタメ - 47NEWS（よんななニュース）” (2009年1月7日). 2011年5月28日閲覧。
16. ↑  石井恒「石井恒の愛とJポップの絡み合い(63)」『SPA! 12/30・1/6合併号』第58巻第2号、扶桑社、2009年1月6日、163頁。
17. ↑  “CDアルバム 週間ランキング-ORICON STYLE ランキング”. 2008年12月22日〜2009年01月04日のCDアルバム週間ランキング（2009年01月12日付）.   オリコン. 2012年4月15日閲覧。